# Funan (film)
Funan is een Frans-Belgisch-Luxo-Cambodjaanse animatiefilm uit 2018, geregisseerd door Denis Do.
De film ging in première op 11 juni 2018 op het Festival international du film d'animation d'Annecy 2018.

## Synopsis
Een jonge vrouw moet leren overleven tijdens het totalitaire regime van de Rode Khmer. Ze gaat op zoek naar haar zoon die van haar is afgenomen in Phnom Penh.